# 林穎欣
林穎欣（英語：Lin Ying-shin，1999年4月22日—），是一名出生於臺灣新北市林口區的射擊運動員，曾獲得2018年射擊世界盃慕尼黑站女子10公尺空氣步槍冠軍，成為首位達成此成就的台灣運動員。
她因高中的選修課程而與射擊運動結緣，此後代表學校及國家參賽屢屢獲得佳績，先是於雪梨獲得青少年世界盃銀牌，而後參與世界盃昌原站奪下銀牌，一個月後又在慕尼黑擊敗中國選手吳明陽獲得生涯首座世界盃冠軍。2018年亞洲運動會射擊比賽她和呂紹全參加10公尺空氣步槍混合團體賽，決賽以494.1分奪得金牌，也寫下中華隊在亞運史上最快奪金記錄，10公尺空氣步槍個人賽以第8名作收。

## 外部連結
- 國際射擊運動聯盟運動員介紹 （页面存档备份，存于）